# Juan Chandía
Juan Francisco Chandía Galdamez (* Tomé, 1 de noviembre de 1892 - † 4 de junio de 1964), fue un político y gobernador chileno. Hijo de José Nieves Chandía y de Florinda Galdamez, casado con Blanca Lidia González, unión de la cual nacen veinte hijos, de los cuales fallecen trece a temprana edad.
Realizó sus estudios en la Escuela Superior de Hombres Nro. 1 y en el Liceo de Hombres Tomé. Inspector de aseo y de servicios municipales. Ocupó el cargo de subdelegado e inspector del trabajo. También fue funcionario de una empresa maderera, la que lo instó a establecerse más adelante con su propia compraventa de maderas durante 20 años, cuyas ventas en su mayoría las realizaba en Talca.
En 1917, fue fundador y primer secretario de la liga de Fútbol Tomé. Presidente de la liga en 1918 - 1921. En 1921, presidente del Club Deportivo "Victoria Royal Footbal Club", fundado en 1913. Elegido regidor de la Municipalidad de Tomé por el período de 1921 a 1924.
Bajo la presidencia de Gabriel González Videla fue nombrado Gobernador Departamental del Departamento de Tomé por el periodo de 1946 a 1952.

## Obras
- Término del antiguo puente Quebrada Honda
- Construcción del Monolito de Cuesta Caracol
- Pavimentación y adoquinamiento de las calles
- Construcción del segundo bloque del Liceo de Hombres de Tomé
- Fomentación de obras sociales en la Cárcel Pública y en el Hospital de Tomé.